# Epigenomics (Unternehmen)
Die Epigenomics AG ist ein Biotechnologieunternehmen. Das Unternehmen ist im Prime Standard der Frankfurter Wertpapierbörse gelistet und hat sich auf die Entwicklung von Technologien zur Erkennung von Krebs spezialisiert. Dabei entwickelt es Früherkennungstests für Darm-, Prostata- und Lungenkrebs sowie Überwachungstests für Darm- und Prostatakrebs.

## Geschichte

2009 abgelöstes Logo

Am 30. April 1997 wurde die O.N.M.L. Beteiligungs GmbH in Frankfurt am Main gegründet. Am 6. November 1998 firmierte das Unternehmen in den heutigen Namen um und verlegte seinen Sitz nach Berlin. Zwei Jahre darauf, am 25. Februar 2000, beschloss die Gesellschafterversammlung die Umwandlung der GmbH in eine Aktiengesellschaft. Im Dezember desselben Jahres übernahm Epigenomics Orca Bioscience in Seattle. Im September 2001 wurde der Gründer des Unternehmens, Alexander Olek, zum „Entrepreneur des Jahres“ gewählt.
2002 erhielt das Unternehmen den Deutschen Gründerpreis in der Kategorie Visionär und begann seine Kooperation mit Roche Diagnostics.
Epigenomics ging am 14. Juli 2004 an die Börse. Das Zeichnungsvolumen betrug etwa 41,6 Mio. Euro bei einem Emissionspreis von 9,00 Euro.
2006 beendete Roche Diagnostics seine Kooperation mit Epigenomics. Dies bedeutete für Epigenomics einen Umsatzrückgang von drei bis vier Millionen Euro jährlich, woraufhin die Aktie um 40 Prozent einbrach.
Der Kurs sank bis Ende September auf 2,50 Euro ab und hatte damit den niedrigsten Kurs seit Börsengang erreicht. Zur selben Zeit gab das Unternehmen bekannt, ein nicht-exklusives strategisches Lizenz- und Kollaborationsabkommen mit Abbott Molecular abgeschlossen zu haben.
Anfang Oktober erholte sich der Kurs leicht, nachdem das Unternehmen Patente für die HeavyMethyl-Technologie in den USA und Europa sichern konnte.
Die Epigenomics AG hat im August 2009 bekannt gegeben, dass sie ein nicht exklusives Lizenzabkommen mit den in Salt Lake City, USA, ansässigen ARUP Laboratories, einem führenden Anbieter von diagnostischen Tests, unterzeichnet hat. Dabei erhält ARUP die Rechte für die Verwendung des DNA-Methylierungs-Biomarkers Septin9 (mSEPT9) zur Entwicklung eines molekularen Darmkrebs-Erkennungstests. ARUP ist bereits das zweite Labor in den USA, dass den mSEPT9-Biomarker von Epigenomics lizenziert. Abbott hat den IVD Test mit CE-Kennzeichnung unter dem Markennamen Abbott RealTime mS9 Colorectal Cancer veröffentlicht.
Im Oktober 2009 führte die Epigenomics AG mit Epi proColon, einen auf dem Nachweis methylierter SEPT9-DNA und im Juli 2010 mit Epi proLung, einen auf dem Nachweis methylierter SHOX2-DNA im Serum basierenden Früherkennungstest für Darm- bzw. Lungenkrebs auf den Markt ein. Nachdem Epi proColon im April 2016 eine FDA-Zulassung für den US-amerikanischen Markt erhielt, erholte sich der zwischenzeitlich auf unter einen Euro gefallene Börsenkurs. Der bisher einzige zugelassenen Bluttest zur Früherkennung von Darmkrebs wird in den USA vom Vertriebspartner Polymedco vermarktet.

## Wirtschaftsdaten
In der Epigenomics AG waren 2006 106 Mitarbeiter beschäftigt, hinzu kommen 36 Beschäftigte in der Tochtergesellschaft Epigenomics Inc. in Seattle. Der Gesamtkonzern hatte 2006 nach IFRS eine Bilanzsumme von 30,1 Mio. Euro und einen Umsatz von 3,5 Mio. Euro, die Epigenomics-AG nach HGB-Rechnungslegung eine Bilanzsumme von 32,6 Mio. Euro bei einem Umsatz von 5,2 Mio. Euro.
Im Geschäftsjahr 2011 hatte die Epigenomics AG 61 Mitarbeiter, davon 51 am Standort Berlin und 10 in Seattle. Sie erwirtschafteten einen Umsatz in Höhe von 1,44 Mio. Euro.